# ハーディング大学
ハーディング大学（ハーディングだいがく、Harding University）はアメリカ合衆国アーカンソー州のサーシーにある私立大学。1924年創立。チャーチ・オブ・クライスト系のクリスチャンスクールである。

## 歴史
1924年にアーカンソー州モリルトンにかつて存在したアーカンソークリスチャンカレッジとカンザス州ハーパーに存在したハーパーカレッジが合併することによって設立された。ハーディング大学の名前の由来は、チャーチ・オブ・クライストの初期の牧師であり、同教会と提携関係があるリプスコム大学の初代学長であるジェームズ・A・ハーディングの名前に由来する。
1934年、ハーディング大学はサーシーにかつて存在したギャロウェイ女子大学を購入しサーシーに移転する。現在女子寮として使用されているパティー・コブホールは当時購入した建物の一つである。
1979年5月、ハーディング大学は正式名を"Harding College"より"Harding University”に変更した。
2023年12月、ハーディング大学のバイソンズは同校が所属するNCAAディビジョンIIのフットボールの決勝戦でコロラド鉱山大学を破り、同チーム始まって以来の快挙である全米制覇を果たした。
2024年4月8日、アーカンソー州サーシーを含む北米の一部地域で皆既月食が観測された。それに伴い、同校は元宇宙飛行士のジェリー・リネンジャーを招き講演会を行った。

## キャンパス

### メインキャンパス
サーシーにあるメインキャンパスは350エーカーの広さがあり、校庭を中心に寮・教室・図書館などを含む大小57の建物がある。
校庭には数基の白いブランコがあり、"Harding Swing"として同校のシンボルの一つとなっている。。
また、同大学敷地内にはPre-K（幼稚園）からK-12（1年生から12年生）が対象のハーディングアカデミーがあり、フットボールスタジアム等一部の施設を共有している。

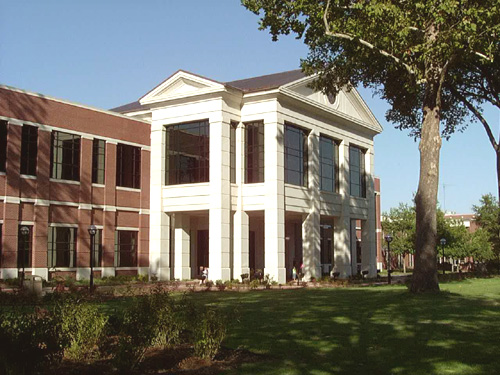
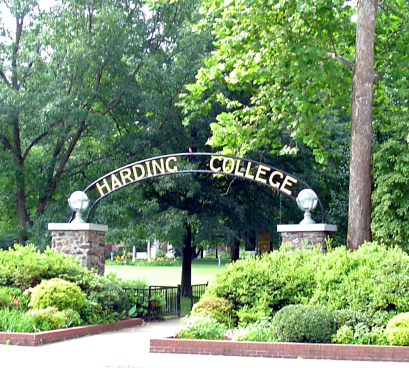
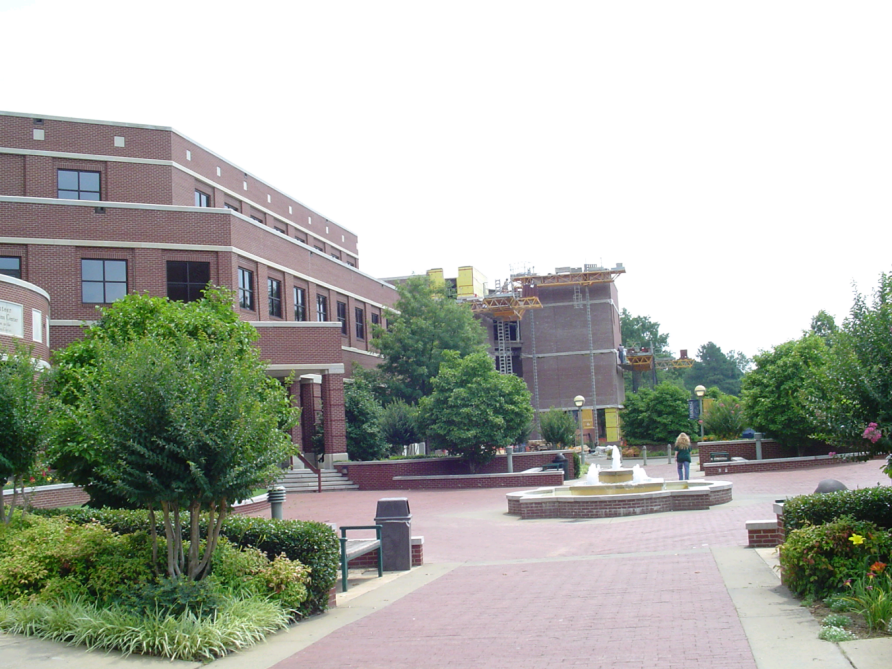
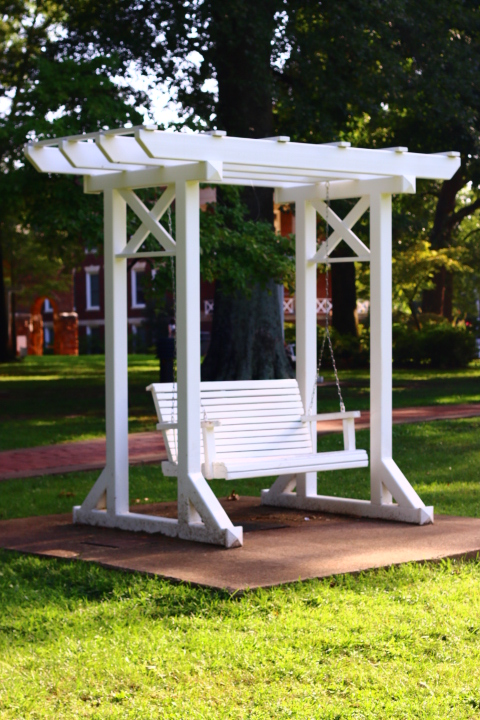

### サテライトキャンパス
- ノースウエスト・アーカンソーキャンパス - アーカンソー州ロジャース

- ハーディング神学校 (Harding School of Theology) - テネシー州メンフィスにあったが、2024年にメインキャンパスに合併する形で閉鎖[12]。

### 海外キャンパス
- HUF (Harding University in Florence) - イタリア、フィレンツェ
- HUG (Harding University in Greece) - ギリシャ、アテネ

## 特色
ハーディング大学はアメリカをはじめ数十校存在するチャーチ・オブ・クライスト系のクリスチャンスクールである。ハーディング大学の教員は全員チャーチ・オブ・クライストの教会に所属していることが求められているが、生徒はその限りではなく、他宗派の生徒や非クリスチャンの生徒も見受けられる。
学期中の平日は毎朝全校礼拝（チャペル）が行われるが、これは1924年の設立時より続くハーディング大学の伝統である。
2024年現在、アメリカ48州からの生徒が在籍しており、また54ヵ国から留学生を受け入れている。日本人の留学生は少なく、この数年は主に5人以下で推移している。

### 校風
2017年にウォール・ストリート・ジャーナルが全米を対象に行った調査で、「最も学内の結びつきが強い学校10選(a list of top 10 schools for engagement)」及び「最もインスピレーションを与える学校10選(a list of top 10 schools for inspiration)」に選ばれている。また、英国のタイムズが発行しているタイムズ・ハイアー・エデュケーション(The Times Higher Education)が行った2019年の調査では、全米で最も社交的な大学(The most social universities in the US)のランキングで2位となっている。

### ソーシャルクラブ
ハーディング大学にはソーシャルクラブという生徒主導の社交団体が存在する。これらは他校にみられるフラタニティとソロリティに似た同校独自の制度である。フラタニティ・ソロリティは複数の大学あるいは全米各地に支部があり、支部同士の組織的・資本的なつながりがあるのに対し、ハーディング大学のソーシャルクラブは他校の組織との繋がりはない。また、同じくチャーチ・オブ・クライスト系のキリスト教学校であるアビリンクリスチャン大学、リプスコム大学、フリード・ハードマン大学にも同様の社交団体がみられるが、制度に若干の違いがある。
学内では年間を通してクラブ対抗の様々なスポーツトーナメントが行われるほか、毎年復活祭の連休に行われるスプリングシングはクラブごとに出し物を行うなど、ソーシャルクラブは同校の多くの行事に密接にかかわっている。
また、2016年に発表されたデータによるとハーディング大学の生徒のうち約50％がソーシャルクラブに所属しており、他大学のフラタニティ・ソロリティと比較した場合その加入率は全米２位である。

### スポーツ
ハーディング大学のスポーツチームは「ハーディングバイソンズ」と呼ばれ、マスコットはバイソンである。ハーディングバイソンズはNCAA Division IIのグレート・アメリカン・カンファレンスに属する。
フットボールにおいては、2023年ハーディング大学設立以来初めてのDivision II全米チャンピオンに輝いている。